# 万国数据
万国数据（英語：Global Data Solutions Limited，简稱GDS；NASDAQ：GDS，港交所：9698）成立于2000年，是一家信息技术基础设施服务提供商。万国数据于2016年11月2日在美国纳斯达克证券交易所挂牌上市，董事长兼首席执行官是黄伟。
2019年，该公司在中国上市公司市值500强中排名第250。2020年11月2日，万国数据在港交所主板上市。